# Juan David Mosquera
Juan David Mosquera López (* 5. September 2002 in Cali) ist ein kolumbianischer Profifußballer, der als Außenverteidiger für den Verein Portland Timbers spielt.

## Karriere

### Verein
Seine Anfänge im Fußball hatte er beim Nachbarschaftsverein Nilson FC. Im Alter von neun Jahren kam er an die Sarmiento Lora School, wo er sieben Jahre lang spielte und zwei Titel in der Vallecaucana League von Cali gewann. Er war zwei Jahre lang Mitglied des Cali-Teams und des Valle-Teams. Ebenso war er Teil des Antioquia-Teams, mit dem er zum Champion des National Interleague Tournament gekrönt wurde.

### Nationalmannschaft
López war Nationalspieler der kolumbianischen U-17-Nationalmannschaft bei der südamerikanischen U-17-Fußballmeisterschaft 2019, die in Peru stattfand und spielte zwei Spiele mit der A-Nationalmannschaft.